# Csókási-barlang
A Csókási-barlang Magyarország megkülönböztetetten védett barlangjai között van. A Bükki Nemzeti Parkban lévő Bükk-fennsíkon található. Turista útikalauzokban is ismertetve van.

## Leírás
A Kis-fennsíkon, a Csókás nevű rész déli oldalán, egy nagy töbör északi alján, erdőben, 445 méter tengerszint feletti magasságban, egy sziklafal tövében van a 90 centiméter széles, egy méter magas, természetes jellegű és lejtő tengelyirányú bejárata. A Csókás-forrás közelében található. A bejárata szűk és lejtős, amelyet turistatérkép is jelöl, valamint turistaút is vezet hozzá.
Egy napjainkban már nem működő víznyelőbarlang, amely tektonikus törésvonalak mentén keletkezett. Felső triász mészkőben jött létre. Tulajdonképpen egyetlen főágból áll, nincs nagy hosszúságú mellékága. A járatrendszer vízszintes jellegű. A bejárati részén egy létrát helyeztek el, hogy megkönnyítsék a megtekintését. Barlangjáró alapfelszereléssel bejárható. Néhány kis cseppkő és tufamedence látható benne.
Irodalmában Csókás-barlang (Stach 1929), Csókás barlang (Jánossy 1976), Csókás-forrási-barlang (Bajomi 1977), Csókási barlang (Kadić 1907) és Csókási-viznyelő-barlang (Lénárt 1975) neveken is előfordul a barlang. 1937-ben volt először Csókási-barlangnak nevezve a barlang az irodalmában.

## Kutatástörténet
A Földtani Közlöny 1907. évi évfolyamában publikált, Kadić Ottokár által írt tanulmányban szó van arról, hogy Kadić Ottokár bejárta a Szinva patak völgyének rendszeréhez tartozó mészkőterületet és itt, a Garadna-patak bal partján meglátogatta a Csókási barlangot. 1913-ban megint járt benne Kadić Ottokár és átvizsgálta, felmérte a barlangot, valamint 1914-ben részletesen leírta a Barlangkutatásban járatait és vizsgálatának eredményét. Az 1932-ben kiadott, Az Aggteleki cseppkőbarlang és környéke című könyvben, a Bükk hegység barlangjairól szóló részben szó van arról, hogy Varbó határában, a Csókás nevű magaslat D-i lejtőjén helyezkedik el a Csókási barlang. Az ismertetés egy publikáció alapján lett írva.
A Turisták Lapja 1937. évi évfolyamában napvilágot látott, Schőnviszky László által írt tanulmány szerint a Csókás D-i alján, a Csókási-kút előtti töbör fenekén található a barlang, amely 55 m hosszú. A cseppköves barlang bejárata lejt. A barlangban kagylós, tufa képződmények találhatók. Az 1940-ben kiadott, Felvidék című könyvben az olvasható, hogy az Udvar-kőtől nem messze, a Csókás-rét közelében van a szűk bejáratú, de beljebb bővülő Csókási-barlang. 10–12 m magas kupolából, keskeny folyosóból és érdekes sikátorból álló barlang, amelyben szép cseppkőmedencék, valamint legbelső részén sziporkázó, hófehér függőcseppkövek vannak. Szerkezete miatt nem tartozott a Bükk hegységben élő ősember lakásai közé. Érdemes felkeresni a fejlődésben lévő cseppkőbarlangot.
Az 1941-ben kiadott Magyar turista lexikonban külön szócikke van a barlangnak. A kiadványban az van írva, hogy a Bükk hegységben, Varbó határában, a Csókás (519 m) D-i alján található a Csókási barlang. A szűk barlangbejárat után egy 8 m hosszú, ÉNy irányú hasadék következik, amely egy 8 m hosszú üregben, majd egy kupolás, 12 m magas teremben folytatódik. Kis hasadék található egy alacsony üreg után, majd végül egy fehér teremben ér véget a barlang. Szép cseppkő és kagylós tufaképződményei vannak az 55 m hosszú barlangnak. Az Országjárás 1942. évi évfolyamában meg lett említve, hogy a Bükk hegység egyik nevezetes barlangja a varbói Csókás-barlang, amely egy szép cseppkőbarlang.
1954-ben Kuchta Gyula mérte fel a barlangot. A barlang térkép-törzslapja szerint az elkészült alaprajz térkép csak térképvázlat, és a megadott vonalas lépték helytelen. Az 1962-ben kiadott, A barlangok világa című könyv szerint a barlang 55 m hosszú. Az 1962-ben napvilágot látott, Bükk útikalauz című kiadványban meg van említve, hogy a Forrás-völgyben és a Kis-fennsíkon található sok kis barlang közül az egyik a Csókási barlang. Lénárt László az 1975. évi MKBT Beszámolóban, néhány szóban valószínűleg ezt a barlangot írta le Csókási-viznyelő-barlang néven.
Az 1976. évi MKBT Beszámolóban kiadott, Jánossy Dénes által írt jelentésben meg van említve, hogy 1976-ban előkerült a Bükk hegységben lévő Csókás barlangból (Miskolci Erdészet) szórvány őslénytani lelet. A Bertalan Károly által írt, 1976-ban befejezett kéziratban az olvasható, hogy a Bükk hegységben, Parasznyán helyezkedik el a Csókási-barlang. 460 m tengerszint feletti magasságban, a Csókás-forrás előtti töbör É-i peremén van a bejárata az 55 m hosszú inaktív víznyelőbarlangnak. A bejárat kis nyílású és egy lefelé menő járat. Az ismertetés 2 publikáció alapján íródott.

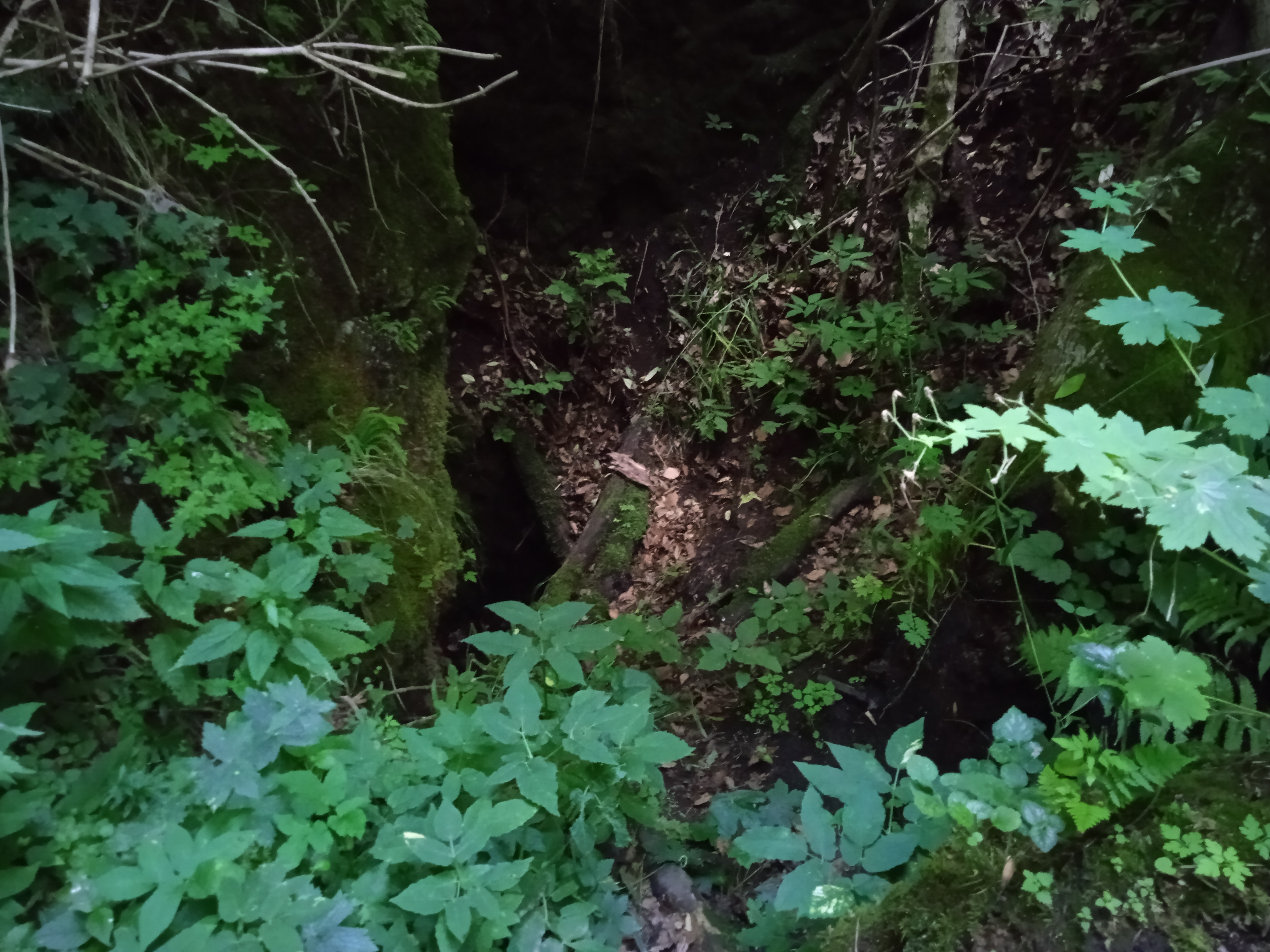
A Csókási-barlang bejárata 2022-ben

Az 1976-ban kiadott, Bertalan Károly és Schőnviszky László által összeállított Magyar barlangtani bibliográfia barlangnévmutatójában meg van említve a Bükk hegységben, Varbón lévő barlang Csókási-barlang néven. A barlangnévmutatóban fel van sorolva 7 irodalmi mű, amelyek foglalkoznak a barlanggal. Az 1977. évi Karszt és Barlangban megjelent tanulmányban van egy Magyarország térkép, amelyen a Magyarországon lévő, biológiailag kutatott barlangok földrajzi elhelyezkedése figyelhető meg. A térképen látható a biológiailag feldolgozás alatt álló Csókás-forrási-barlang földrajzi elhelyezkedése. (A térkép szerint a barlang a Bükk hegységben és az Aggteleki-karszton is megtalálható.) A folyóirat 1977. évi különszámába bekerült a tanulmány angol nyelvű változata. Ebben a tanulmányban is közölve lett a térkép, amelyen Csókás-forrás a barlang neve.
Az 1979-ben kiadott, Barlangok a Bükkben című könyv szerint a Csókás-barlang nagyon szép töbrök mellett nyílik. A barlang első részén létra könnyíti a bejutást. A mindig sáros barlangban néhány kis cseppkő és tufamedence figyelhető meg. Ideális gyakorlóterep kezdő barlangászoknak. A könyvhöz mellékelt, a Bükk hegység barlangokban leggazdagabb területét bemutató térképen látható a 10-es számmal jelölt barlang földrajzi elhelyezkedése. Az 1984-ben napvilágot látott, Magyarország barlangjai című könyvben van egy Magyarország térkép, amelyen a Magyarországon lévő, biológiailag kutatott barlangok földrajzi elhelyezkedése figyelhető meg. A térképen látható a biológiailag feldolgozás alatt álló Csókási-barlang földrajzi elhelyezkedése. A kiadvány országos barlanglistájában szerepel a Bükk hegységben lévő barlang Csókási-barlang néven. A listához kapcsolódóan látható az Aggteleki-karszt és a Bükk hegység barlangjainak földrajzi elhelyezkedését bemutató 1:500 000-es méretarányú térképen a barlang földrajzi elhelyezkedése.
1993 augusztusában készült el a barlang új alaprajz térképe (1:100 méretarány), amelyet Nagy Géza szerkesztett, és amelyhez a barlangot Nagy Géza és Nagy Gergely mérték fel. A barlang 2001-ben írt állapotfelvételi kézirata szerint a vázlatosan felmért barlang 60 m hosszú, 18 m függőleges kiterjedésű, 18 m mély, 40 m vízszintes kiterjedésű és 250 m³ térfogatú. A Bükki Nemzeti Park Igazgatóság működési területén, a Bükk hegységben elhelyezkedő, 5363/8 kataszteri számú Csókási-barlang, 2006. február 28-tól, a környezetvédelmi és vízügyi miniszter 8/2006. KvVM utasítása szerint, megkülönböztetett védelmet igénylő barlang. Csizmadia Tünde, Köntös Tünde és Szabó R. Zoltán 2006-ban mérték fel a barlangot. Szabó R. Zoltán a felmérés felhasználásával, 2007-ben megszerkesztette a barlang legújabb alaprajz térképét, vetített-kiforgatott hosszmetszet térképét és keresztszelvény térképeit. A barlang hossza a felmérés szerint 148,26 m, mélysége pedig 13,61 m. A Bükki Nemzeti Park Igazgatóság működési területén lévő, 5363-8 kataszteri számú Csókási-barlang, 2012. február 25-től, a vidékfejlesztési miniszter 4/2012. (II. 24.) VM utasítása szerint, megkülönböztetetten védett barlang.

## További irodalom
- Czenthe Huba: A Bükk-hegység barlangjai. Kézirat (szakdolgozat) a KvVM Barlang- és Földtani Osztályon (Budapesten), Eger, 1965. 98. old. (A KvVM Barlang- és Földtani Osztály megjegyzése: a 136. és 137. sz. barlang leírás helytelen.)
- Erdey Gyula – Hubay József – Vigyázó János: Bükk. Budapest, 1932. Turistaság és Alpinizmus RT. 119–120. old.
- Frisnyák Sándor: A Bükkfennsík kialakulása és mai felszíne. Borsodi Földrajzi Évkönyv, 1958. (1. köt.) 14–19. old.
- Jakucs László: Szerelmetes barlangjaim. Budapest, Akadémiai Kiadó, 1993. 144. old.
- Schréter Zoltán: A Bükk hegység régi tömegének földtani és vízföldtani viszonyai. Hidrológiai Közlöny, 1954. (34. évf.) 7–8. sz.
- Vértes László: Húsvéti barlangjárás. Természetbarát, 1947. (27. évf.) 5–6. old.